# 高野麻里佳
高野麻里佳（日语：／ Kōno Marika，1994年2月22日—）是日本的女性聲優。青二Production所属。東京都出身。聲優組合「TEAM OHENRO。」、「EARPHONES」的成員。代表配音作品有《那就是聲優！》、《灼熱的桌球娘》、《秋葉脫物語》、《雛子的筆記》、《三顆星彩色冒險》、《賽馬娘 Pretty Derby》、《數碼暴龍大冒險：》等。

## 生平
小學時朗誦練習中調整各種角色自得其樂並獲得母親的讚賞後，開始覺得這是好玩的事情。當認識到《神奇寶貝》的皮卡丘與《ONE PIECE》的多尼多尼·喬巴配音的聲優同是大谷育江後，覺得聲優很厲害並萌生了從事聲優這一職業的意識。代代木動畫學院高等部大宮校畢業後。MAUSU PROMOTION附屬養成所第27期畢業。2012年入所，2014年開始為Mausu Promotion正式成員。
2014年，在ufotable 德島Studio以四國八十八箇所為主題所製作的情報節目《遍路。》中擔任主角之一，並與該節目的主要演員山下七海、江原裕理組成聲優組合「TEAM OHENRO。」，於同年10月8日以該組合名義發行前述節目的主題曲CD出道。
2015年，在電視動畫《那就是聲優！》飾演主要角色，並與一同演出的高橋李依、長久友紀組成該作品的衍生聲優組合「EARPHONES」，於同年6月18日發售單曲。2016年，以EARPHONES成員身份在《Animelo Summer Live 2016 刻-TOKI-》的第二天（8月27日）演出。
2020年10月宣布以solo藝人身份出道，次年2月，在日本哥倫比亞發行第一張單曲《夢見，但不是夢》。2021年5月，在Netflix原創動畫《伊甸》中飾演莎拉一角，首次在動漫作品中主演。
2022年11月1日，青二製作官方宣布高野麻里佳診斷出適應障礙，為治療而暫時限制活動。

## 演出作品
粗體字為主要角色。

### 電視動畫
2014年
- 超地下偶像（歌詩子、パク子[11]）
- RAIL WARS! -日本國有鐵道公安隊-（香織）
- 少年好萊塢 -HOLLY STAGE FOR 49-（安田理子）
- 記錄的地平線2（桃色姊妹）

2015年
- 四月是你的謊言（女學生）
- 記錄的地平線2（克麗儂）
- 食戟之靈（服務部門女子D）
- 亞爾斯蘭戰記（鎮民少女）
- SHOW BY ROCK!!（柴犬琳[12]）
- 御神樂學園組曲（友人）
- 灰色的樂園（達尼的妹妹）
- OVERLORD（妮姆·艾默特、吸血鬼新娘）
- 那就是聲優！（小花鈴[13]）
- 監獄學園（情侶女）
- 請問您今天要來點兔子嗎？？（庶民社社員C）
- 落第騎士英雄譚（女學生、女子）
- 女武神驅動 -美人魚-（E9）

2016年
- 夢幻之星Online2 The Animation（真理香[14]）
- Re：從零開始的異世界生活（佩特拉·雷蒂）
- SHOW BY ROCK!!#（柴犬琳[12]）
- 灼熱桌球娘（天下花火[15]）
- 輕拍翻轉小魔女（紐紐）

2017年
- 秋葉原之旅 -THE ANIMATION-（傳木凱俄[16]）
- 雛子的筆記（中島優亞[17]）
- 帶著智慧型手機闖蕩異世界。（由美娜·艾爾涅雅·貝爾法斯特）
- 動畫同好會（文）
- Wake Up, Girls! 新章（森名能亞）

2018年
- Slow Start（椿森幸）
- 三顆星彩色冒險（小幸[18]）
- 賽馬娘 Pretty Derby（無聲鈴鹿[19]）
- 刀劍神域外傳Gun Gale Online（夏莉）
- OVERLORD III（妮姆·艾默特）

2019年
- 我們真的學不來！（唯我水希）
- 為了女兒，我說不定連魔王都能幹掉。（希爾維亞[20]）
- Dr.STONE 新石紀（學生）
- 放學後桌遊俱樂部（高屋敷綾[21]）
- 我們真的學不來！第2期（唯我水希）
- 非洲的動物上班族（貓）
- 碧藍航線（初春、淨化者）
- 非槍人生NO GUNS LIFE（斯卡蕾特·高斯林[22]）

2020年
- 成群结伴！西頓學園（伊原志保）
- 鬼太郎（第6作）（司）
- 輝夜姬想讓人告白？～天才們的戀愛頭腦戰～（槙原梢／槙學且）
- 賽馬娘四格（無聲鈴鹿）
- Re：從零開始的異世界生活 2nd season （佩特拉·雷蒂）
- 數碼暴龍大冒險：（太刀川美美[23]）
- 夢夢貓 （寧寧）
- 眾神眷顧的男人（咪雅）

2021年
- 賽馬娘 Pretty Derby Season 2（無聲鈴鹿）
- 記錄的地平線 圓桌崩壞（克麗儂）
- SHOW BY ROCK!! STARS!!（柴犬琳）
- 結城友奈是勇者 啾嚕！（上里日向）
- BLUE REFLECTION RAY/澪（司城夕月）
- 夢夢貓 Mix！（寧寧）
- 聖女魔力無所不能（ニコル・アードラー）
- 緋紅結繫（鶇·娜札）
- D_CIDE TRAUMEREI THE ANIMATION（伊吹咲愛莉）
- 現實主義勇者的王國重建記（楓·佛基西亞）
- 精靈幻想記（千堂亞紀）
- 結城友奈是勇者-大滿開之章-（上里日向）
- 境界戰機（能瀨日菜）

2022年
- 里亞德錄大地（梅伊）
- Irodori Midori（月鈴白奈）
- 女忍者椿的心事（雛菊[24]）
- 輝夜姬想讓人告白-超級浪漫-（槙原梢）
- BUILD DIVIDE -#FFFFFF-（卡蜜莉亞）
- 這個僧侶有夠煩（櫃台小姐）
- 5億年按鈕【官方】～菅原壯太的超短篇～（井上博士、マァト）
- 後宮之烏（九九[25]）
- 數碼寶貝幽靈遊戲（真由里）
- 戀愛Flops（卡琳·伊斯特爾[26]）
- 令和的Di Gi Charat（動畫女子①）
- 聖劍傳說 Legend of Mana -The Teardrop Crystal-（露芳修）
- 被勇者隊伍開除的馭獸使，邂逅了最強種的貓耳少女（妮娜[27]）
- 呆萌酷男孩（美紀）

2023年
- 不當哥哥了！（緒山真尋[28]）
- 呆萌酷男孩（女性）
- 眾神眷顧的男人2（咪雅[29]）
- 帶著智慧型手機闖蕩異世界。2（由美娜·艾爾涅雅·貝爾法斯特[30]）
- 雖然等級只有1級但固有技能是最強的（伊芙·卡爾斯里德[31]）
- 奇異賢伴 黑色天使（芙蘭[32]）
- 賽馬娘 Pretty Derby Season 3（無聲鈴鹿[33]）
- 狩龍人拉格納（瑪喬露卡·艾波特[34]）

2024年
- 花野井同學與戀愛病（望未）
- 從Lv2開始開外掛的前勇者候補過著悠哉異世界生活（格蕾阿尼爾）
- 蔚藍檔案 The Animation（天雨亞子[35]）
- 異世界失格（光）
- Re:從零開始的異世界生活 3rd season（佩特拉·雷蒂）
- 刀劍神域外傳Gun Gale Online II（夏莉）
- 精靈幻想記2（千堂亞紀[36]）
- 寶可夢 地平線（沙儷[37]）

2025年
- 紫雲寺家的兄弟姊妹（紫雲寺清葉[38]）

### OVA
2016年
- 監獄學園（圖書委員）

2018年
- Re:從零開始的異世界生活 Memory Snow	（佩特拉·雷蒂）

### 動畫電影
2013年
- 魔兵驚天錄
- 陽光中的晴時雨（學生們）

2015年
- Wake Up, Girls! Beyond the Bottom（森名能亞[39]）

2024年
- 名偵探柯南：100萬美元的五稜星（吉永神子[40]）

### 網路動畫
2019年
- 天體的方式「另一個願望」（凱蘿）

2021年
- 伊甸（莎拉）
- 星期一的豐滿2（啦啦隊醬）
- KAIJU DECODE 怪獸解碼（ミル）

2022年
- 賽馬娘 Pretty Derby 遊戲1週年紀念特別動畫（無聲鈴鹿）

### 遊戲
2013年
- みゃうじー

2014年
- Heroes Placement（井之頭風、兼元瑞葉、樹野水月、ウルスラ・ウルクス、三方章子、岡崎八丁）
- BREAK雀BURST（莉莉）
- 里見八犬傳 濱路公主之記（正月）
- Toys Drive（パルテ・レナード[41]）
- 千年巨神（マァル）
- 東京七姐妹（逢原美羽[42]）
- 御城プロジェクト～CASTLE DEFENSE～（防己尾城)

2015年
- Valiant Knights（シアン＝ベローナ[43]）
- 城姬Quest（宇和島城[44]）
- 車娘收藏（カローラフィールダー、コペン ローブ）
- 絶對迎擊戰爭（橘花[45]）
- Diss World（スティクス[46]）

2016年
- 白貓Project（マリ）
- 戰國無雙~真田丸~（茶茶[47]）

2017年
- 妃十三學園 Alternative Girls（鬼束千穗）
- 結城友奈是勇者 花結的閃耀（上里日向[48]）
- 怪物獵人 XX（ミルシィ）
- 閃耀幻想曲（蘭普[49]）

2018年
- 天華百劍-斬（瓶割刀）
- 人中之龍 Online（雅）
- 食之契約（拐杖糖）

2019年
- 人中之龍 Online（雅ssr）
- 最終幻想：勇氣啟示錄幻影戰爭 (莉蕾露莉拉)
- 聖火降魔錄 英雄雲集（科蘿妮艾）

2020年
- Crash Fever（莫比烏斯）
- 為美好的世界獻上祝福！Fantastic Days（梅麗莎
- 聖火降魔錄 英雄雲集（翠子）

2021年
- 绯红结系（鸫·娜扎）
- Fate/Grand Order（妖精騎士蘭斯洛特／美露莘）
- 明日方舟（羽毛笔）
- 賽馬娘Pretty Derby (無聲鈴鹿)
- 蔚藍檔案（天雨亞子）
- 白夜極光（瑪姬）
- 寶可夢大師（夕絲）

2022年
- Infinity Souls（恋）
- 异度神剑3 (執政官X/梅比烏斯X)

### 廣播節目
- 桃心之劍（HiBiKi Radio Station，2015年）[50]

### 廣播劇CD
2014年
- ちゃんおぷ的!ドラマ ～四葉の趣味探し feat. 芽衣子＆七瀬 爆裂女子会議!!～（店員マリ）
- ちゃんおぷ的!ドラマ ～四葉のリフレッシュ休暇 feat.凛＆さくら 女子旅妄想会議！～（店員マリ）

2016年
- 乃木若葉是勇者 Vol.1（上里日向[51]）

2018年
- 別當歐尼醬了！（緒山真尋）

2019年
- 帶著智慧型手機闖蕩異世界。（由美娜·艾爾涅雅·貝爾法斯特[52]) - 16卷附贈廣播劇CD特裝版

### 有聲漫畫
2019年
- 白聖女與黑牧師（賽西莉亞[53]）

2021年
- 敬啟者：我與殺手小姐結婚了（剎那[54]）

2022年
- 咚隆咚隆隆（草薙[55]）
- 我也不知道誰才是真愛（莉莉[56]）

2025年
ベル・プペーのスパダリ婚約～「好みじゃない」と言われた人形姫、我慢をやめたら皇子がデレデレになった。実に愛い！～ (レティシア • オルレシアン)

### 舞台
- 芝居集団 雪時雨「白いぬくもり」
- 君死にたまふことなかれ（C班 雨宮しをり）

### 電視節目
- ゲームのがっこう（助手MC）
- PSO2アークス候補生！高野麻里佳編（月曜担当）[57]
- おへんろ。〜八十八歩記〜（めぐみ）[58]

### 電影
- 霸權動畫！（2022年，群野葵[59]）

### 其他
- （月鈴白奈[60]）
- Pasona Tech（安藝乃Tech[61]）

## 音樂作品

### 單曲
| 枚  | 發售日         | 標題      | 規格編號     | 規格編號   | 最高位 |
| 枚  | 發售日         | 標題      | 初回限定盤   | 通常盤     | 最高位 |
| --- | -------------- | --------- | ------------ | ---------- | ------ |
| 1st | 2021年1月21日  |           | COZC-1720-1  | COCC-17858 | 29位   |
| 2nd | 2021年7月14日  | New story | COZC-1769-70 | COCC-17884 | 20位   |
| 3rd | 2022年10月12日 | LOVE&MOON | COZC-1938-9  | COCC-18034 |        |

### 專輯
| 枚  | 發售日        | 標題 | 規格編號    | 規格編號   | 最高位 |
| 枚  | 發售日        | 標題 | 初回限定盤  | 通常盤     | 最高位 |
| --- | ------------- | ---- | ----------- | ---------- | ------ |
| 1st | 2022年2月23日 |      | COZX-1866-7 | COCX-41715 | 30位   |

### 音樂合作
| 樂曲      | 音樂合作一覽                 | 時期   |
| --------- | ---------------------------- | ------ |
| New story | 電視動畫『精靈幻想記』片頭曲 | 2021年 |

### 角色歌
| 發售日   | 商品名稱                                  | 演唱名義                                                             | 歌曲                                     | 備註                                                |
| 2014年   | 2014年                                    | 2014年                                                               | 2014年                                   | 2014年                                              |
| -------- | ----------------------------------------- | -------------------------------------------------------------------- | ---------------------------------------- | --------------------------------------------------- |
| 4月16日  |                                           | 歌詩子（高野麻里佳）                                                 | 「」                                     | 電視動畫《超地下偶像》片尾曲                        |
| 10月8日  |                                           | TEAM OHENRO。                                                        | 「」                                     | 電視節目《遍路。～八十八步記～》片頭曲              |
| 10月8日  | 「」                                      | TEAM OHENRO。                                                        | 電視節目《遍路。～八十八步記～》相關歌曲 |                                                     |
| 2016年   |                                           |                                                                      |                                          |                                                     |
| 1月13日  |                                           | NEXT STORM                                                           | 「」                                     | 動畫電影《Wake Up, Girls! Beyond the Bottom》插入曲 |
| 2月17日  |                                           | 傳說中的花瓣                                                         | 「」 「」                                | 遊戲《SHOW BY ROCK!!》相關歌曲                      |
| 9月21日  | SHOW BY ROCK!! BEST Vol.2                 | 傳說中的花瓣                                                         | 「」 「」                                | 遊戲《SHOW BY ROCK!!》相關歌曲                      |
| 11月25日 |                                           | 雀原中學桌球社                                                       | 「」                                     | 電視動畫《灼熱的桌球娘》片頭曲                      |
| 11月25日 | 「」                                      | 雀原中學桌球社                                                       | 電視動畫《灼熱的桌球娘》插入曲           |                                                     |
| 11月30日 | 賽馬娘 Pretty Derby STARTING GATE 01      | 特別週（和氣杏未）、無聲鈴鹿（高野麻里佳）、東海帝皇（Machico）      | 「Fanfare for Future!」 「」             | 遊戲《賽馬娘 Pretty Derby》相關歌曲                 |
| 11月30日 | 賽馬娘 Pretty Derby STARTING GATE 01      | 無聲鈴鹿（高野麻里佳）                                               | 「Silent Star」                          | 遊戲《賽馬娘 Pretty Derby》相關歌曲                 |
| 2017年   |                                           |                                                                      |                                          |                                                     |
| 1月25日  | 灼熱的桌球娘 雙打歌曲系列2 花火&北斗      | 天下花火（高野麻里佳）、出雲北斗（桑原由氣）                         | 「」 「 花火&北斗ver.」                  | 電視動畫《灼熱的桌球娘》相關歌曲                    |
| 2月22日  | 灼熱的桌球娘 組合歌曲系列2 花火&咪咪&斬香 | 天下花火（高野麻里佳）、大宗夢音（今村彩夏）、後手斬香（東城日沙子） | 「」 「成長期STARS 花火&咪咪&斬香 ver.」 | 電視動畫《灼熱的桌球娘》相關歌曲                    |
| 2月24日  | 灼熱的桌球娘 BD、DVD第3卷特典CD           | 天下花火（高野麻里佳）                                               | 「Shuffle」                              | 電視動畫《灼熱的桌球娘》相關歌曲                    |
| 5月10日  |                                           | [ 成員 5 ]                                                           | 「」                                     | 電視動畫《雛子的筆記》片頭曲                        |
| 5月10日  |                                           | [ 成員 5 ]                                                           | 「」                                     | 電視動畫《雛子的筆記》片尾曲                        |

### 團體成員
1. ↑  山下七海、高野麻里佳、江原裕理
2. ↑  岩崎志保（大坪由佳）、水田綾（安濟知佳）、森名能亞（高野麻里佳）、藤崎日向子（甘束真央（日语：甘束まお））
3. ↑  柴犬琳（高野麻里佳）
4. ↑  花守由美里、田中美海、今村彩夏、東城日沙子、高野麻里佳、桑原由氣
5. ↑  櫻木雛子（M·A·O）、夏川玖井菜（富田美憂）、柊真雪（小倉唯）、荻野千秋（東城日沙子）、中島優亞（高野麻里佳）

## 外部連結
- 青二Production官方網站的簡介 （页面存档备份，存于）（日語）
- 高野麻里佳的X（前Twitter）（日語）
- 高野麻里佳的部落格（日語）
- 高野麻里佳-日本古倫美亞音樂官方 （页面存档备份，存于） （日語）